# Trzciniec (stacja kolejowa)
Trzciniec – stacja kolejowa w Trzcińcu, w województwie kujawsko pomorskim, w Polsce. Znajduje się na linii 131.

## Ruch pasażerski
| Rok  | Wymiana pasażerska na dobę |
| ---- | -------------------------- |
| 2017 | 50-59                      |
| 2022 | 20-49                      |

## Połączenia[3]
- Bydgoszcz Główna
- Inowrocław
- Laskowice Pomorskie
- Poznań Główny